# Nicolas Alnoudji
Nicolas Alnoudji (Garoua, 9 dicembre 1979) è un ex calciatore camerunese, di ruolo centrocampista.

## Palmarès

### Club

#### Competizioni nazionali
- Campionato camerunese: 2

Cotonsport Garoua: 2010, 2011
- Coppa del Camerun: 1

Cotonsport Garoua: 2011

### Nazionale
- Oro olimpico: 1

Sydney 2000
- Coppa d'Africa: 1

Mali 2002